# Cerami
Cerami település Olaszországban, Szicília régióban, Enna megyében. Lakosainak száma 1849 fő (2023. január 1.). Cerami Cesarò, Gagliano Castelferrato, Mistretta, Nicosia, Troina és Capizzi községekkel határos.

## Népesség
A település lakossága az elmúlt években az alábbi módon változott:
| Lakosok száma | 1979 | 1969 | 1849 |
|               | 2017 | 2018 | 2023 |